# Глоба, Иван Яковлевич
Иван Глоба (* 1736 — † август 1791) — последний писарь войска Запорожского (1762—1775).
Как утверждает история города Пологи, хранящаяся в городском музее, Глоба был родом из нынешнего района Пологи — Гуляйполе.
Отличался выдающимся умом, познаниями и сметливостью, так что прослыл самым умным казаком в Сечи. Первоначально служил писарем на запорожских перевозах и в паланках.
В 1762 г. выбран войсковым писарем и в том же году ездил с кошевым атаманом Григорием Фёдоровым в Петербург по делам войска. Он также сочинил речь, которая была произнесена запорожской депутацией Екатерине II в Москве 9 сентября 1762 года во время принесения ей поздравлений с восшествием на престол и произвела благоприятное впечатление на Государыню (напечатана в «Русском Вестнике» 1840 г., II, 163).
В 1765 году снова ездил в Петербург с депутацией от запорожцев.
В 1770 году принимал участие в турецкой войне и получил в 1771 г. золотую медаль на Андреевской ленте. Он оставался в должности до самого уничтожения Сечи, чего до того времени «из веку веков не бывало».
Во второй половине XVIII в. Иван Глоба был владельцем хутора в Полтавской области, от его фамилии поселение и получило название — Глобино.
На собственные средства построил церковь в Гупаловке, выделив на это более 5000 руб, строительство церкви и звонниц продолжилось на средства Глобы и после его ареста.
4 июня 1775 года произошло падение Сечи: войска генерала-поручика Петра Текели окружили её и Текели потребовал к себе кошевого атамана Калнышевского, Глобу и войскового судью Головатого. По явке к нему, они были взяты под караул, а затем за «дерзновенные поступки» и «вероломное буйство» по Высочайше конфирмованному 14 мая 1776 г. докладу князя Потёмкина Калнышевский, Глоба и Головатый были заключены в монастыри; имущество их было описано на удовлетворение верноподданных, сносивших буйство запорожцев без сопротивления. Глобе было назначено содержание по полуполтине в день из секвестрованного запорожского имения. 
Заточение было строгое. Синод по требованию Потёмкина указал, «чтобы узники сии содержаны были безвыпускно из монастырей и удалены бы были не только от переписок, но и от всякого с посторонними людьми обращения». Глоба был сослан в Туруханский монастырь, где и умер в 1791 году, до 7 сентября; после его смерти остались деньги и некоторое имущество, реестр которого составлен был 7 сентября 1791 года; имущество досталось его племяннице, деньги же она оставила на монастырь.
Иван Глоба запечатлен на иконе Божией Матери "Казацкая покрова", вместе с кошевым атаманом Петром Калнышевским. 